# Romna
Romna is een geslacht van wantsen uit de familie van de Miridae (blindwantsen). Het geslacht werd voor het eerst wetenschappelijk beschreven door George Willis Kirkaldy in 1906.

## Soorten
Het genus bevat de volgende soorten:

- Romna albata Eyles & Carvalho, 1988
- Romna bicolor Eyles & Carvalho, 1988
- Romna capsoides (Buchanan-White, 1878)
- Romna cuneata Eyles & Carvalho, 1988
- Romna nigrovenosa Eyles & Carvalho, 1988
- Romna oculata Eyles & Carvalho, 1988
- Romna ornata Eyles & Carvalho, 1988
- Romna pallescens Eyles, 2006
- Romna pallida Eyles & Carvalho, 1988
- Romna robisura Eyles, 2006
- Romna scotti (Buchanan-White, 1878)
- Romna tenera Eyles, 1998
- Romna uniformis Eyles & Carvalho, 1988
- Romna variegata Eyles & Carvalho, 1988